# Metoporhaphis calcarata
Metoporhaphis calcarata is een krabbensoort uit de familie van de Inachidae. De wetenschappelijke naam van de soort is voor het eerst geldig gepubliceerd in 1818 door Say.